# Белвју (Висконсин)
Белвју (енгл. Bellevue) град је у америчкој савезној држави Висконсин.

## Демографија
По попису из 2010. године број становника је 14.570, што је 2.742 (23,2%) становника више него 2000. године.
| Група             | 2000.          | 2010.          |
| Белци             | 11.144 (94,2%) | 12.241 (84,0%) |
| Афроамериканци    | 60 (0,5%)      | 149 (1,0%)     |
| Азијати           | 160 (1,4%)     | 565 (3,9%)     |
| Хиспаноамериканци | 310 (2,6%)     | 1.359 (9,3%)   |
| Укупно            | 11.828         | 14.570         |